# Corydalis mucronifera
Corydalis mucronifera är en vallmoväxtart som beskrevs av Carl Maximowicz. Corydalis mucronifera ingår i släktet nunneörter, och familjen vallmoväxter. Inga underarter finns listade i Catalogue of Life.